# Bactrocera yercaudiae
Bactrocera yercaudiae
 es una especie de insecto díptero que Drew y Raghu describieron científicamente por primera vez en 2002. Esta especie pertenece al género Bactrocera de la familia Tephritidae.  